# 김민호 (1991년)
김민호(한국 한자: 姜慶默, 1991년 12월 28일 ~ )는 대한민국의 전 축구 선수이며, 포지션은 공격수였다.